# Venera 3
La Venera 3 (Венера 3) fou una sonda espacial no tripulada del programa Venera de la Unió Soviètica, destinada a l'exploració del planeta Venus mitjançant un aterratge a la superfície del planeta.
La sonda fou llançada el 16 de novembre de 1965 a les 04:19 UTC des del cosmòdrom de Baikonur, al Kazakhstan. Tanmateix el seu sistema de comunicacions fallà durant el viatge cap a Venus. El mòdul d'aterratge xocà (en lloc d'aterrar suaument) sobre la superfície del planeta l'1 de març de 1966 i, d'aquesta manera, es convertí en el primer vehicle espacial en arribar a la superfície d'un altre planeta. L'impacte es produí al cantó nocturn de Venus, a prop del terminador, possiblement entre -20° i 20° N i 60° i 80° E.

## Història
L'any 1965, el Comitè Central, frustrat per la pobra trajectòria de l'Oficina de Disseny OKB-1 de Sergei Koroliov, va reassignar el programa de sondes planetàries a l'Oficina de Làvotxkin. Des de l'any 1958 s'havien superat les dues dotzenes d'intents i el Luna 2 i el Luna 3 havien estat les úniques sondes que havien completat satisfactòriament els objectius de la missió. Mentrestant, els Estats Units havien tingut èxit amb la sonda Mariner 2, en missió a Venus, i la sonda Mariner 4, en missió a Mart, i després d'una llarga sèrie de fallades en les seves sondes lunars, la Ranger 6 havia impactat amb èxit a la Lluna (amb un sistema de televisió que tanmateix havia fracassat) i la Ranger 7 que, aquest cop sí, havia pogut enviar fins i tot una sèrie d'imatges de televisió.
L'Oficina de Làvotxkin va iniciar un programa de proves exhaustiu de les sondes Venera i Luna, mentre que Koroliov sempre s'havia oposat a la idea de proves de banc, excepte en naus tripulades. Entre altres defectes de disseny van descobrir que, després de ser sotmeses a una prova de centrífugació, els mòduls d'aterratge de les Venera fallaven a la meitat de les forces G que se suposava que havien de resistir.

## La missió
La missió d'aquesta nau era aterrar a la superfície venusiana. El cos d'entrada contenia un sistema de comunicació radiofònica, instruments científics, fonts d'energia elèctrica i medallons amb l'escut de la Unió Soviètica.
La sonda d'entrada suposadament es va estavellar sobre Venus l'1 de març de 1966, cosa que convertiria la Venera 3 en el primer enginy construït pels humans que arribava a la superfície d'un altre planeta. Tot i així, els seus sistemes de comunicacions havien fallat abans d'arribar a Venus.

## Instruments

### Sistema d'alimentació
El sistema d'energia per a la nau portadora era notable, ja que era el primer ús operatiu de les cèl·lules solars de l'arsenur de gal·li (GaAs) a l'espai. Les cèl·lules solars de GaAs, fabricades per Kvant, van ser triades a causa del seu major rendiment en entorns d'alta temperatura. Dos panells solars de dos metres quadrats eren les responsables de carregar les bateries recarregables.
La sonda d'entrada s'alimentava d'unes bateries no recarregables

### Equipament no científic
- Transmissors i receptors de freqüència UHF.

- Commutadors de telemesura.

- Sistema de moviment de l'estació d'alineació i correcció: micromotors, rajos de gas, sensors de posició de sonda electroòptics i giroscopis.

- Controlador informàtic de tots els sistemes.

### Equipament científic
- Tres magnetòmetres de porta-flux per mesurar els camps magnètics interplanetaris.

- Comptadors de descàrrega i detector de semiconductors per a l'estudi dels rajos còsmics.

- Sensors especials (trampes) per a mesurar el flux de partícules carregades i determinar el baix consum energètic de les quantitats de fluxos de plasma solar i els seus espectres energètics.

- Sensors piezoelèctrics per a la detecció de micrometeorits.

- Mesura de les emissions de ràdio còsmiques en els intervals de longitud d'ona de 150 i 1500 metres i fins a 15 km.[4]